# Dzień Świstaka (święto)
Dzień Świstaka, również Dzień Świszcza (ang. Groundhog Day) – doroczne święto obchodzone 2 lutego w Stanach Zjednoczonych i Kanadzie, którego bohaterem jest świstak amerykański (nazywany również świszczem). W tym dniu wabi się świstaka z norki; jeśli zwierzę zobaczy swój cień (tzn. jeśli poranek jest słoneczny) i wróci, zwiastuje to jeszcze sześć tygodni zimy. Jeśli nie (tzn. jeśli jest pochmurno lub mgliście), to oznacza, że wiosna jest już blisko. 
Przepowiednia ta sprawdza się w około 50% przypadków, co w praktyce oznacza zupełny przypadek.

## Dzień Świstaka w Punxsutawney
W miasteczku Punxsutawney (stan Pensylwania w USA) świstak wabi się Phil. W 1993 powstała komedia romantyczna pod tytułem Dzień Świstaka, której akcja wiąże się z tym świętem.
Od 1887 roku świszcz Phil zobaczył swój cień 117 razy (ostatni raz w 2025 r.), zaś cienia nie zobaczył 21 razy (po raz ostatni w 2024 r.).